# 1965 au cinéma
| Années du cinéma : 1962 - 1963 - 1964 - 1965 - 1966 - 1967 - 1968    |
| Décennies du cinéma : 1930 - 1940 - 1950 - 1960 - 1970 - 1980 - 1990 |

Cet article présente les faits marquants de l'année 1965 au cinéma.

## Évènements
- Le 20 janvier, sur l'invitation du gouvernement français, la Chine populaire annonce sa participation au Festival de Cannes de l'année.
- Le 6 février, trois mille étudiants manifestent devant la Faculté des sciences politiques de Barcelone pour obtenir la levée de l'interdiction de la projection, décrétée par le doyen de l'établissement, de Viridiana de Luis Buñuel.
- 13 février : premier jour du tournage de Mains libres,  premier film algérien depuis l'indépendance, en présence du président Ben Bella.
- La Commission de boycott de la Ligue arabe annonce le 15 février, l'interdiction dans tous les pays arabes des films interprétés par Sophia Loren en raison du « caractère profondément anti-arabe » de son rôle dans Judith de Daniel Mann.
- 6 mars : ouverture de la salle d'art et d'essai Le Racine, à Paris.
- 30 mars : La Fédération nationale des cinémas français organise une journée revendicative de soutien au cinéma français, pour obtenir une réforme fiscale. Les salles d'exploitation font une grève des taxes et ouvrent leurs portes gratuitement — à l'exception de celles du réseau UGC (alors dépendant de l'État) — et battent des records d'affluence. Un plan de réforme est alors mis en chantier par le gouvernement. La négociation dure plusieurs mois pour être finalement ajournée. À la suite de ce renvoi annoncé, la fédération décide le 24 novembre, pendant quatre semaines, de suspendre la projection des actualités en salle et de ne plus faire parvenir les bordereaux de recette au centre national de la cinématographie. Les représentants du Comité d'action et de défense du cinéma sont reçus par le ministre André Malraux le 3 décembre qui assure que le plan de réforme sera examiné après la future élection présidentielle.
- 2 avril : Le gouvernement irakien édicte une liste de réalisateurs, écrivains, artistes dont les œuvres seront désormais interdites. Parmi eux : Otto Preminger, Frank Sinatra, Elizabeth Taylor…
- Avril : Barberousse, film d'Akira Kurosawa, sort au Japon.
- 29 juillet : Première royale à Londres du film des Beatles Help!, film réalisé par Richard Lester.
- 18 octobre : ouverture du Publicis Saint-Germain, salle du Quartier latin à Paris.
- 17 décembre : Brigitte Bardot débarque à l'aéroport Kennedy de New York pour la promotion du film Viva María ! de Louis Malle. L'avion, baptisé du nom du film pour l'occasion, est accueilli par une foule immense et une nuée de journalistes américains.
- Kodak annonce la mise sur le marché du format de film Super 8, destiné principalement au cinéma amateur. Il n'est d'abord disponible qu'en film couleur inversible Kodachrome.

## Principales sorties en salles en France
- 18 février : Goldfinger de Terence Young
- 3 mars : L'Évangile selon saint Matthieu de Pier Paolo Pasolini
- 24 mars : Le Corniaud de Gérard Oury
- 2 avril : Le Gentleman de Cocody de Christian-Jaque
- 5 mai : Alphaville, une étrange aventure de Lemmy Caution de Jean-Luc Godard
- Mai : Thomas l'imposteur, film de Georges Franju.
- 15 septembre :
  - Mary Poppins de Disney.
  - Les Amours d'une blonde de Miloš Forman.
- 24 septembre : Pleins feux sur Stanislas de Jean-Charles Dudrumet
- 22 octobre : 
  - Les Grandes Gueules de Robert Enrico
  - Juliette des esprits de Federico Fellini
- 1 novembre : La Bombe, Peter Watkins
- 5 novembre : Pierrot le fou de Jean-Luc Godard
- 10 novembre : Train d'enfer de Gilles Grangier
- 22 novembre : Viva María ! de Louis Malle
- 3 décembre : Les Tribulations d'un Chinois en Chine de Philippe de Broca
- 17 décembre : Don Camillo en Russie de Luigi Comencini

Voir aussi : Catégorie:Film sorti en 1965

## Festivals

### Cannes
- Palme d'or : Le Knack... et comment l'avoir (The Knack … And How to Get It) de Richard Lester
- Prix de la Critique Internationale : Toujours plus loin (Tarahumara) de Luís Alcoriza
- Prix de la mise en scène : Liviu Ciulei pour La Forêt des pendus (Padurea Spinzuratilor)
- Prix du scénario : La Colline des hommes perdus (The Hill) de Sidney Lumet et La 317e section de Pierre Schoendoerffer
- Prix d'interprétation : Samantha Eggar et Terence Stamp dans L'Obsédé (The Collector) de William Wyler

### Autres festivals
- Mostra de Venise : Le Lion d'or est décerné à Sandra (Vaghe stelle dell'Orsa… ) de Luchino Visconti, le prix spécial, à Simon du désert (Simon Del Desierto) de Luis Buñuel et J'ai vingt ans de Marlen Khoutziev. Annie Girardot obtient la coupe Volpi de l'interprétation féminine pour Trois chambres à Manhattan de Marcel Carné et Toshirō Mifune, celle de l'interprétation masculine, pour Barberousse d'Akira Kurosawa.
- Festival de Berlin : L'Ours d'or du meilleur film va à Alphaville, une étrange aventure de Lemmy Caution de Jean-Luc Godard.

## Récompenses

### Oscars
- La Mélodie du bonheur (The Sound of Music) de Robert Wise reçoit 5 récompenses dont l'oscar du meilleur film et du meilleur réalisateur.
- Meilleure actrice : Julie Christie pour Darling de John Schlesinger
- Meilleur acteur : Lee Marvin pour Cat Ballou de Elliot Silverstein
- Meilleur film étranger : Le Miroir aux alouettes (Obchod na korze) de Ján Kadár et Elmar Klos
- Oscar d'honneur : Bob Hope, acteur

### Autres récompenses
- Prix Louis-Delluc : La Vie de château de Jean-Paul Rappeneau
- Le Prix Jean-Vigo est décerné au court métrage Fait à Coaraze de Gérard Belkin. Le jury décide de ne pas décerner pour cette année de prix à un long métrage, aucun ne satisfaisant les conditions requises.

## Box-office

### France
- Box-office France 1965 :

1. Le Corniaud de Gérard Oury
2. Goldfinger de Terence Young
3. Opération Tonnerre (Thunderball) de Terence Young
4. Le Gendarme à New York de Jean Girault
5. Mary Poppins de Robert Stevenson

### États-Unis
1. La Mélodie du bonheur (The Sound of Music) de Robert Wise
2. Le Docteur Jivago de David Lean
3. Opération Tonnerre (Thunderball) de Terence Young
4. Ces merveilleux fous volants dans leurs drôles de machines (Those Magnificent Men in Their Flying Machines) de Ken Annakin
5. L'Espion aux pattes de velours (That Darn Cat!) de Robert Stevenson

## Naissances
- 4 janvier : Julia Ormond
- 15 janvier : James Nesbitt
- 22 janvier : Diane Lane
- 24 janvier : Carlos Saldanha
- 27 janvier : Alan Cumming
- 1er février : Brandon Lee († 31 mars 1993)
- 7 février : 
  - Birge Schade
  - Chris Rock
- 8 février : Mathilda May
- 17 février : Michael Bay
- 25 février : Maricel Soriano
- 27 février : Maggie Siu
- 14 mars : Aamir Khan
- 4 avril : Robert Downey Jr.
- 16 avril : Martin Lawrence
- 12 mai : Tatiana Everstova
- 14 mai : Blanca Oteyza
- 22 mai : Claude Knowlton
- 24 mai : John C. Reilly
- 21 juin : Lana Wachowski
- 14 juillet : Eric Bergeron
- 25 juillet : Olivier Py
- 31 juillet : Ian Roberts
- 11 août : 
  - Embeth Davidtz
  - Viola Davis
- 19 août : Maria de Medeiros
- 3 septembre : Charlie Sheen
- 17 septembre : Bryan Singer
- 21 septembre : David Wenham
- 28 septembre : Roschdy Zem
- 13 octobre : Philippe Torreton
- 25 octobre : Mathieu Amalric
- 2 novembre :
  - Shahrukh Khan
  - Samuel Le Bihan
- 11 novembre : Oxide Pang Chun
- 21 novembre : Björk
- 22 novembre : Sam Fell
- 30 novembre : Ben Stiller
- 3 décembre : Andrew Stanton
- 4 décembre : Álex de la Iglesia
- 22 décembre : Sergi López
- 22 décembre : David S. Goyer
- 27 décembre : Salman Khan
- 31 décembre : Gong Li

dates précises non connues
- Gahité Fofana

## Principaux décès
- 23 février : Stan Laurel, acteur
- 28 février : Ladislas Starevitch, réalisateur de films d'animation
- 5 mars : Jaque Catelain, acteur
- 9 mars : Margaret Dumont, actrice
- 29 mars : Milly Mathis, actrice
- 7 avril : Lars Hanson, acteur
- 10 avril : Linda Darnell
- 3 mai : Vittoria Lepanto (º1885), actrice italienne de cinéma muet
- 5 mai : John Waters, réalisateur
- 9 juin : Piotr Aleïnikov, acteur soviétique (º12 juin 1914).
- 24 juin : David O. Selznick, producteur
- 24 juillet : Constance Bennett, actrice
- 24 septembre : Fred Quimby, scénariste, producteur
- 27 septembre : Clara Bow, actrice
- 6 novembre : René Blancard, acteur